# Elatostema wenshanense
Elatostema wenshanense es una especie de planta del género Elatostema, perteneciente a la familia Urticaceae.

## Taxonomía
Elatostema wenshanense fue descrita por Wen Tsai Wang en 2017.

## Distribución
Se encuentra en el territorio centro-sur de China.